# Vicar
| Portal | Portal:Disney |

Vicar er pseudonymet for den chilenske Anders And-tegner Victor Arriagada Ríos (født 16. april 1934 i Santiago, Chile, død 3. januar 2012 samme sted).
Siden midten af 1980'erne Vicar bidraget flittigt til bladet Anders And & Co., som regel med den indledende historie. Hans navn er dog mindre kendt, idet Egmont som med de fleste andre tegnere har ladet stå hen i det uvisse, hvem der tegnede historierne i bladet. Vicar tegner efter andres manuskripter, og ænderne kommer ikke så tit ud på de store eventyrrejser som f.eks. hos Marco Rota eller Carl Barks, men foregår oftest i Andeby.
Victor Arriagada Rios, blev født i 1934 i Santiago i Chile. Flere kilder nævner at han er uddannet elektro-ingeniør. Som ung studerede han kunst og teater og ernærede sig som politisk karikaturtegner. I 1960 flyttede han til Barcelona, hvor han kom til at arbejde for forskellige forlag med illustrationer af bl.a. børnebøger. I 1966 begyndte han at arbejde med tegneserier, og i 1971 stiftede han for første gang bekendtskab med danske Gutenberghus. Senere arbejdede han stadig for Egmont, som Disney-udgiveren i dag hedder, men er flyttet tilbage til Chile. Her startede han Vicar Studios, hvor han i samarbejde med sine assistenter producerede andetegneserier for Egmont.
Efter en lang kamp mod leukæmi døde Vicar den 3. januar 2012.